# 越前水仙の里公園
越前水仙の里公園（えちぜんすいせんのさとこうえん）は、福井県福井市居倉町にある公園である。

## 特徴
越前海岸は、房総半島や淡路島と並んで日本水仙の三大群生地であり、その中でも越廼（こしの）沿岸地域は日本一の規模である。その越廼の居倉にある。またこの地は越前水仙の発祥の地でもあり、群生地でもある。その居倉の海岸沿いに造られた公園で3つの施設からなる。
日本で初めて水仙の通年開花に成功し、可憐に咲く水仙の姿と香りを年間を通して楽しむことができる水仙ドーム（夏季500本程度、冬季2,000本程度の水仙を栽培・展示）があり、世界各国の水仙を一堂に集めた水仙広場や観光客が自分で刈り取ることのできる水仙切花園、その他で日本海を望める食事・休憩所や、水仙に関するキャラクター商品を並べたナルシスプラザなどがある。国道305号沿いに位置している。

## 概要
営業時間
- 年中無休（年末年始12月29日から1月1日を除く）
- 9:00 - 17:00

施設等
- 料金:入園は無料。施設(越廼ふるさと資料館、水仙ドーム)

入館は大人300円・中学生以下200円。（共通券）

## 交通アクセス

### 公共交通機関
- 北陸新幹線ほか 福井駅から
  - 京福バス 70系統 運動公園線（道守高校先回り）で「運動公園三丁目」または74系統 清水グリーンラインで「清水プラント3」にて福井交通のデマンドタクシー（要予約）「ほやほや号」茱崎ルートに接続。「越前水仙の里」下車。8・12・16時台の3便のみ福井駅西口より西へ約400mの「駅前大通り」から「ほやほや号」茱崎ルートに乗車できる。
- 福井市自家用有償旅客運送（交通空白地有償運送）海岸地域バス（海岸広域ルート）「越前水仙の里」下車。

### 自動車
- 滋賀・京都方面

E8 北陸道 敦賀ICより国道8号、国道305号経由。
- 石川・富山方面

E8 北陸道 鯖江ICより国道417号、国道365号、国道305号経由。

## 周辺
- 越前海岸
- 越前岬
- 越前がにミュージアム
- 呼鳥門